# Yoshika Matsubara
Yoshika Matsubara  (Japans: 松原 良香, Matsubara Yoshika) (Shizuoka, 19 augustus 1974) is een voormalig Japans voetballer. Hij vertegenwoordigde zijn vaderland op de Olympische Spelen 1996 in Atlanta. Ondanks een overwinning op Brazilië (1-0) werd de Japanse olympische selectie onder leiding van bondscoach Akira Nishino al in de groepsronde uitgeschakeld.